# Бутівка (селище)
Бу́тівка — селище в Україні, у Зміївській міській громаді Чугуївського району Харківської області. Населення становить 421 осіб. До 2020 орган місцевого самоврядування — Зідьківська селищна рада.

## Географія

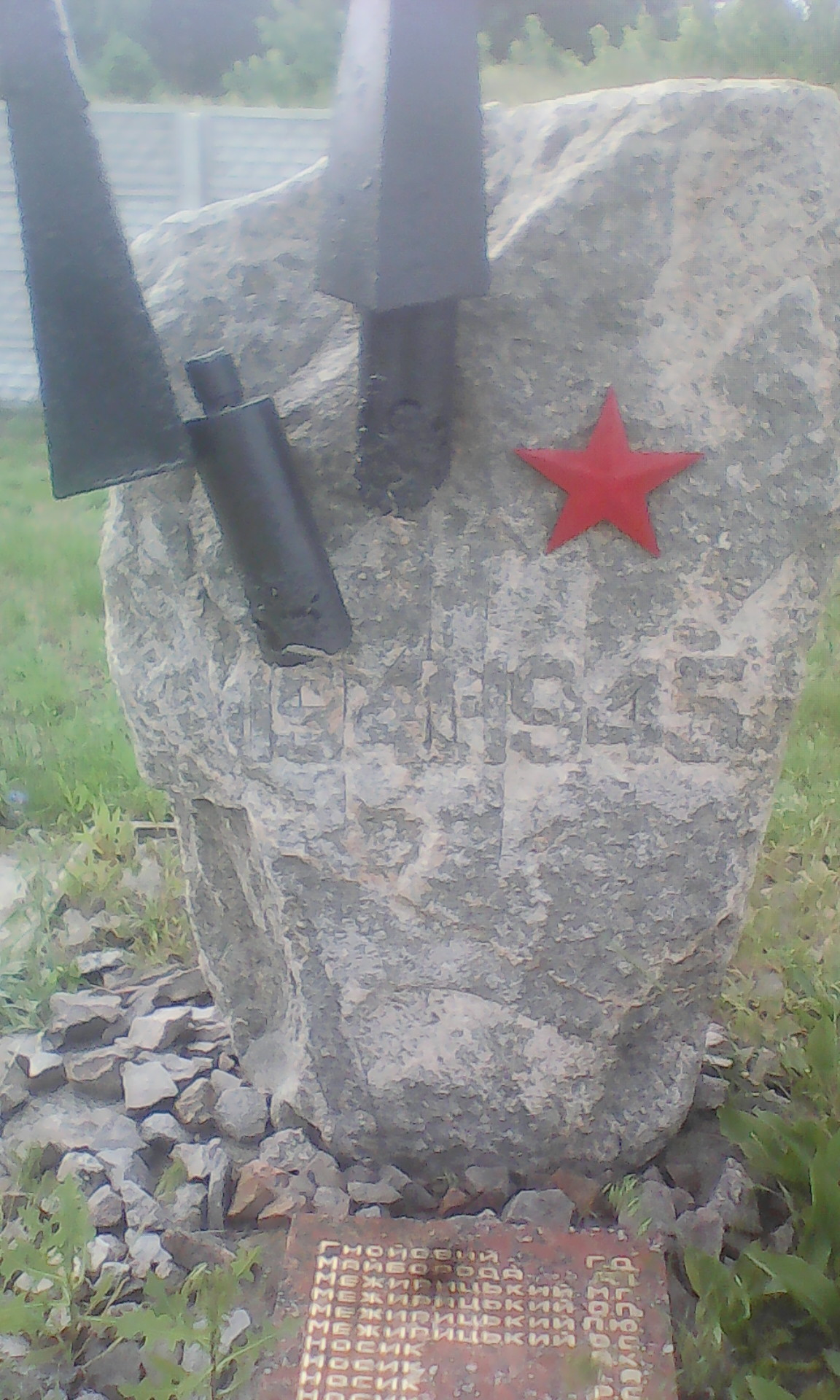
Братська могила в селищі Бутівка

Селище Бутівка знаходиться в балці Лелюк Яр за 4 км від місця впадання річки Мжа в річку Сіверський Донець, примикає до селища Вирішальний, Зідьки і місту Зміїв, по балці протікає пересихаючий струмок з кількома загатами, поруч проходить залізниця, станція Зміїв, до селища примикає невеликий лісовий масив (сосна).

## Історія
1680 — дата заснування.
12 червня 2020 року, відповідно до Розпорядження Кабінету Міністрів України  № 725-р «Про визначення адміністративних центрів та затвердження територій територіальних громад Харківської області», увійшло до складу Зміївської міської громади.
19 липня 2020 року, в результаті адміністративно-територіальної реформи та ліквідації Зміївського району, село увійшло до складу Чугуївського району Харківської області.

## Населення

### Мова
Розподіл населення за рідною мовою за даними перепису 2001 року:
| Мова       | Кількість | Відсоток |
| ---------- | --------- | -------- |
| українська | 319       | 75.77%   |
| російська  | 101       | 23.99%   |
| білоруська | 1         | 0.24%    |
| Усього     | 421       | 100%     |

## Економіка
- Молочно-товарна ферма.